# Іван Огієнко (монета)
«Іва́н Огіє́нко» — ювілейна монета номіналом 2 гривні, випущена Національним банком України. Присвячена видатному українському вченому, громадському та церковному діячеві Івану Огієнку (1882—1972). Іван Іванович Огієнко — філолог, літературознавець, засновник і ректор Кам'янець-Подільського українського державного університету, був міністром освіти та міністром віросповідань Української Народної Республіки. Іван Огієнко зробив значний внесок у розвиток української культури і мовознавства.
Монету введено в обіг 12 червня 2007 року. Вона належить до серії «Видатні особистості України».

## Опис та характеристики монети
| Номінал грн. | Метал      | Маса, грам | Діаметр, мм. | Якість виготовлення       | Гурт     | Тираж, штук |
| ------------ | ---------- | ---------- | ------------ | ------------------------- | -------- | ----------- |
| 2            | нейзильбер | 12,8       | 31           | спеціальний анциркулейтед | рифлений | 35 000      |

### Аверс
На аверсі монети на дзеркальному тлі у центрі розміщено напис «НАЦІОНАЛЬНИЙ БАНК УКРАЇНИ», над яким — малий Державний Герб України, під написом у три рядки номінал та рік карбування монети: «2/ГРИВНІ/ /2007», а також чотири трикутні сектори, які прикрашені рослинним орнаментом у стилі бароко та логотип Монетного двору Національного банку України.

### Реверс
На реверсі монети зображено портрет Івана Огієнка, праворуч і ліворуч від якого на рикутних сегментах розміщено роки життя «1882—1972», унизу ліворуч півколом напис — «ІВАН ОГІЄНКО».

## Автори

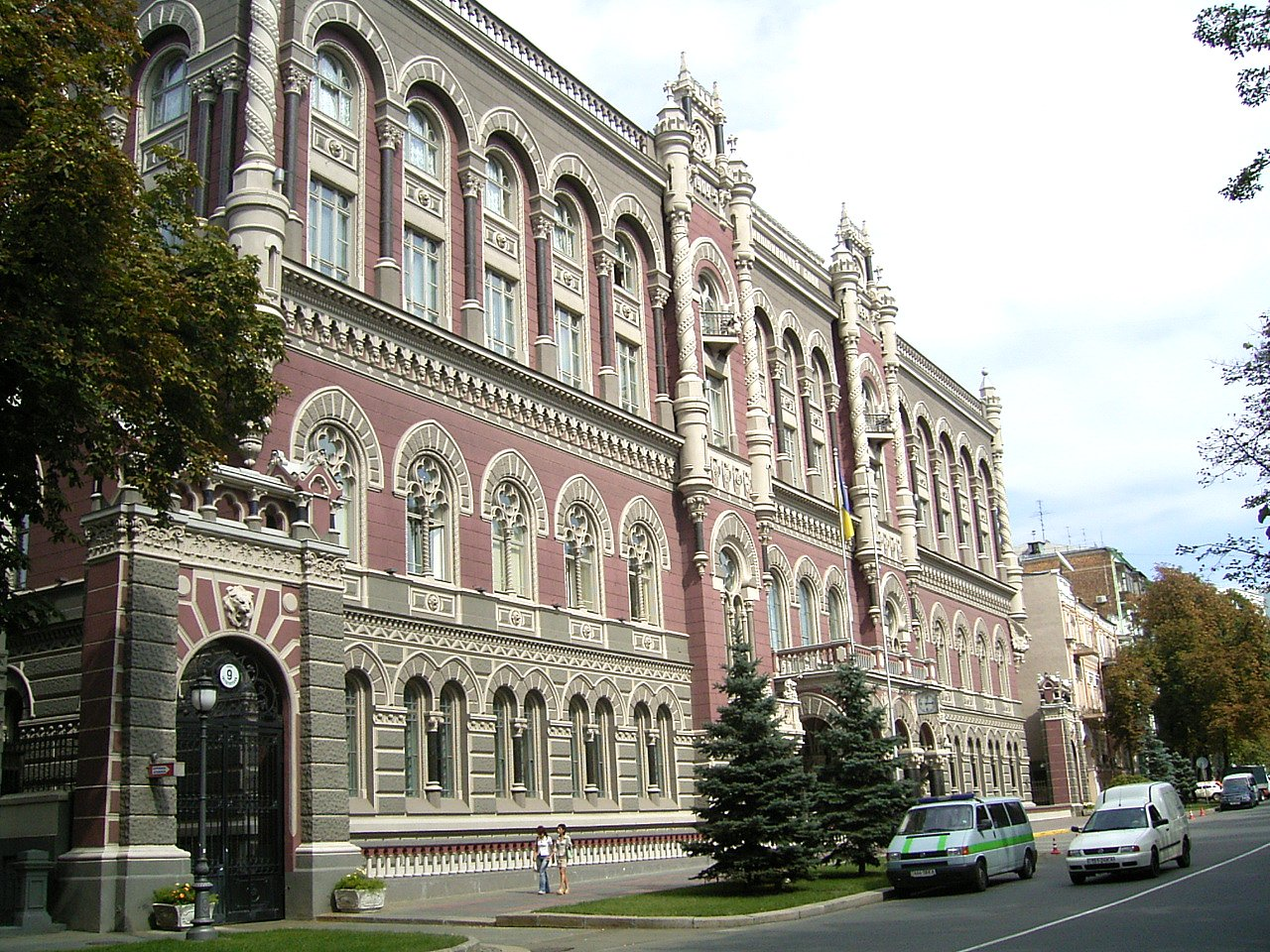
Будівля Національного банку України

- Художники: Таран Володимир, Харук Олександр, Харук Сергій.
- Скульптори: Іваненко Святослав, Атаманчук Володимир.

## Вартість монети
Ціна монети — 15 гривень, була зазначена на сайті Національного банку України 2011 року.
Фактична приблизна вартість монети з роками змінювалася так:
| Рік        | 2010 | 2011 | 2012 | 2013 | 2014 | 2015 | 2016 | 2017 | 2018 | 2019 | 2020 | 2021 | 2022 | 2023 | 2024 | 2025 |
| ---------- | ---- | ---- | ---- | ---- | ---- | ---- | ---- | ---- | ---- | ---- | ---- | ---- | ---- | ---- | ---- | ---- |
| Ціна, грн. | 17   | 20   | 20   | 20   | 25   | 30   | 35   | 45   | 50   | 55   | 55   | 60   | 60   | 125  | 140  | 150  |